# خدمة هاتف محمول عبر الأقمار الاصطناعية

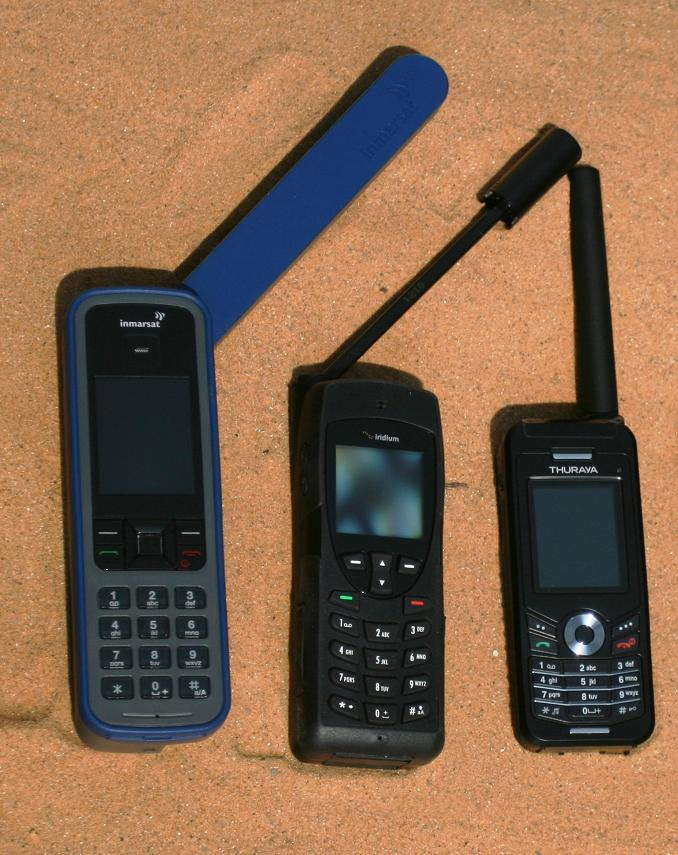
هاتف محمول عبر الأقمار الاصطناعية

خدمة هاتف محمول عبر الأقمار الاصطناعية أو خدمة الاتصالات الراديوية المتنقلة وفقًا للمادة 25.1 من لوائح الراديو للاتحاد الدولي للاتصالات.

## الفكرة
- بين المحطات الأرضية المتنقلة ومحطة فضائية واحدة أو أكثر، أو بين المحطات الفضائية التي تستخدم هذه الخدمة.[2]
- بين المحطات الأرضية المتنقلة عن طريق محطة فضائية واحدة أو أكثر.[3]

قد تتضمن هذه الخدمة أيضًا روابط التغذية الضرورية لتشغيلها.

## الأهمية
يتم توفير معظم خدمات الصوت التجاري وبعض خدمات الأقمار الاصطناعية المتنقلة للبيانات بواسطة أنظمة تعمل في النطاق "L" بواسطة الريديوم و انمار سات و جلوبال ستار و الثريا. يتراوح طيف النطاق "L" الموزع للخدمة المتنقلة اعبر الأقمار الاصطناعية بين 1.5 و 2.5 هرتز، وغالبًا ما يشار إلى الجزء العلوي بالنطاق اس باند (S-band).

## وصلات خارجية
- موقع شركة الثريا